# Lake Magdalene
Lake Magdalene är en ort (CDP) i Hillsborough County, i delstaten Florida, USA. Enligt United States Census Bureau har orten en folkmängd på 28 509 invånare (2010) och en landarea på 26,5 km².